# Diploprion
Diploprion is een geslacht van straalvinnige vissen uit de familie van zaag- of zeebaarzen (Serranidae). Het geslacht is voor het eerst wetenschappelijk beschreven in 1828 door Kuhl & Hasselt.

## Soorten
- Diploprion bifasciatum Cuvier, 1828
- Diploprion drachi Roux-Estève, 1955